# انخلو مارتینو
انخلو مارتینو (انگلیسی: Ángelo Martino؛ زادهٔ ۵ ژوئن ۱۹۹۸) بازیکن فوتبال اهل آرژانتین است.